# Rutilia rubriceps
Rutilia rubriceps är en tvåvingeart som beskrevs av Macquart 1847. Rutilia rubriceps ingår i släktet Rutilia och familjen parasitflugor. Inga underarter finns listade i Catalogue of Life.